# Silva y Villalba
Silva y Villalba fue un dueto de música colombiana, popular en los años 60 y 70 en su país natal y países vecinos como Venezuela, Brasil Estados Unidos y Canadá, entre otros.
Fue fundado por los músicos tradicionales Rodrigo Silva y Álvaro Villalba, en 1966 en la ciudad de Neiva, en Huila, Colombia.
Es uno de los grupos de música tradicional más importantes de Colombia, junto al duo Garzón y Collazos, considerados sus antecesores, y el grupo Los Tolimenses.

## Historia
Rodrigo Silva nació en Neiva el 14 de noviembre de 1945 y murió en Ibagué el 8 de enero de 2018; era pariente del poeta José Eustasio Rivera. Por su parte, Álvaro Villalba nació en El Espinal (Tolima), el 21 de octubre de 1931 y también murió en Ibagué (Tolima) el 17 de junio de 2021.
El joven Rodrigo tuvo la oportunidad, siendo muy joven, de tocar para el dúo Garzón y Collazos, durante una cena en la que fue contratado. En esa velada conoció al italocolombiano Henry Faccini, con quien fundó el dúo Silva y Faccini

## Carrera musical
Ambos ya eran músicos cuando se conocieron en una heladería de El Espinal, llamada El Dorado, en el marco de las fiestas de San Pedro, muy populares en Tolima y Huila. Silva era músico ranchero, y Villalba interpretaba música tradicional. De hecho Villalba ya pertenecía a un dueto llamado Guzmán y Villalba.
El dúo empezó a tocar en festivales locales, hasta que en 1968 participaron en el concurso Orquídea de Plata, y en 1970, gracias a su impulso en ese festival lanzaron su primer trabajoː Viejo Tolima.
A pesar del reconocimiento que lograron en 1968, no ganaron el premio mayor del festival de la Orquídea de Plata, por lo que Silva desertó del dueto, y se volvió a integrar para iniciar las grabaciones de Viejo Tolima.Este dueto lo integraron Rodrigo Silva, natal de Neiva, Huila, en donde nació el 14 de noviembre de 1945 y Álvaro Villalba, nacido en Espinal, Tolima, el 21 de octubre de 1932.
Silva quería hacerse famoso como cantante de rancheras, Villalba interpretaba bambucos fiesteros. Se conocieron en 1966 en la heladería El Dorado, en plenas fiestas del San Pedro, en Espinal, Tolima. Cada uno empezó a cantar por su lado y fue el subteniente Luis Ernesto Gilibert quien medió en la disputa musical y les propuso que mejor cantaran una canción los dos. La primera canción que cantaron juntos fue Soy colombiano. Así fue como nació el dueto de Silva y Villalba.
Nacionalmente se hicieron conocer en 1968, en el concurso La Orquídea de Plata y en 1970 grabaron su primer álbum que titularon Viejo Tolima y que incluyó éxitos como Al Sur, Llano grande, Soñar contigo, Pescador, lucero y río y Oropel. Este dueto fue triunfador en el Festival de Villavicencio en 1976 con el pasillo Qué más quieres de mí.
La primera gira internacional la hicieron a Venezuela empezando por poblaciones como San Cristóbal. Luego estuvieron en Ecuador, Brasil, Canadá y en los Estados Unidos, país que continuaron visitando año tras año.
Fueron los primeros en cantar el tema Si pasas por San Gil y en su repertorio se hicieron grandes temas como Espumas, Llamarada, Los guaduales, El bucanero, Se murió mi viejo, entre muchos otros. Además hicieron magistrales interpretaciones de compositores como Jorge Villamil, José A. Morales, Luis Alberto Osorio y Pedro J. Ramos.
Durante su vida artística, el dueto de Silva y Villalba grabó más de 500 canciones y recibió unos 300 reconocimientos, entre los que se destacan los premios Mariscales de la Hispanidad, en Nueva York, Estados Unidos y la Mención de Toronto, en Canadá.
Rodrigo Silva actualmente está radicado en Ibagué. Desde el 2004 le diagnosticaron un cáncer en el cuello y la garganta por lo que tuvo que someterse a varias cirugías reconstructivas. Uno de los últimos actos al que asistió fue el homenaje que le organizó el Banco de Bogotá y Corferias, el 19 de noviembre de 2007, en donde se dieron cita amigos y seguidores para celebrar sus 40 años como símbolo del folclor. Durante el concierto de homenaje se presentaron artistas como Jaime Llano González, los Hermanos Tejada y La India Meliyará.
Fue un momento en el que recordó la muerte de su hija menor, María Carolina, y la alegría que le han representado sus cuatro hijos restantes: Rodrigo Júnior, María Alejandra, Rodrigo Eduardo y Juan David.
Por su parte, Álvaro Villalba, tuvo una isquemia cerebral transitoria, que le afectó la mano izquierda.
Ambos habían programado una última gira nacional, a modo de despedida que iniciaba en el Teatro Tolima de Ibagué, para continuar por Bogotá, Medellín, Cali, Manizales, Bucaramanga, Popayán y terminar en Espinal, municipio tolimense donde nació el dueto, pero debieron suspenderla por los quebrantos de salud.

### Final
Rodrigo Silva, falleció el 9 de enero de 2018, a los 72 años. Álvaro Villalba, falleció el 17 de junio de 2021, a los 89 años en la ciudad de Ibagué, quienes a pesar de su reconocimientos recibido, fallecieron sin ni siquiera un subsidio o pensión alguna.

## Reconocimientos
Durante su vida artística, el dueto de Silva y Villalba grabó más de 500 canciones y recibió unos 300 reconocimientos, entre los que se destacan los premios Mariscales de la Hispanidad, en Nueva York, Estados Unidos y la Mención de Toronto, en Canadá.